# Anna Frankel
Anna Frankel, född 1861, död 1939, var en svensk fotograf.
Hon tog 1883 över fadern Sophus Frankels fotoateljée i Malmö av svägerskan Lilly Frankel, som skött den sedan 1878. Hon var verksam till 1900, varefter hon överlät den på Hilma Pålsson.